# 리징위
리징위(중국어: 李晶玉, 병음: Lî Jīngyù, 1968년 10월 19일 ~ )는 대만의 뉴스 앵커이자 진행자이다.

## 학력
- 타이베이시립 중산 여자 고급중학
- 국립 중앙 대학 영어영문학과
- 샌프란시스코 주립 대학교 커뮤니케이션 석사